# Chata pod Borišovom
Chata pod Borišovom je horská chata pod vrchem Borišov ve Velké Fatře v nadmořské výšce 1300 m. Zařízení s celoročním provozem se nachází v sedle mezi Borišovem a Ploskou v centrální části pohoří.

## Ubytování
Chata nabízí ubytování pro 20 lidí v čtyřech pokojích v podkroví. Nocovat je možné ve vlastním spacáku, ale dá se připlatit za prádlo. V případě nedostatku místa je možnost nouzově přespat na karimatce nebo ve spacáku i na podlaze v jídelně.

### Suvenýry
Na chatě je možné zakoupit tričko s motivem chaty, pohlednice, které se zde dají orazítkovat na památku. K dispozici je kronika, kde lze zanechat svůj vzkaz.

### Turistika
Borišovská chata slouží díky odlehlosti jako cíl vysokohorských túr, ale i východisko pro výstupy na hlavní hřeben a vrchy Borišov, Ploská, Ostredok či Krížna.

## Přístup
- po  červené turistické značce č. 0870 (Velkofatranská magistrála) z Ploské
- po  červené turistické značce č. 0870 (Velkofatranská magistrála) z Šoproně
- Po  žluté turistické značce č. 8614 z Borišova
- Po  žluté turistické značce č. 8614 z Močidla
- Po  zelené turistické značce č. 5600 z Košiarisek - koliby
- Po  zelené turistické značce č. 5600 z sedla Ploskej
- Po  modré turistické značce č. 2733 z Necpál přes Necpalskou dolinu
- Po  modré turistické značce č. 2733 z Chyžek
- Po  naučné stezce Hrebeňom Veľkej Fatry z Chyžek